# SC Weiße Elf Wien
Der SC Weiße Elf Wien, auch SC Die Weißen Elf genannt, ist ein ehemaliger österreichischer Fußballverein, welcher zwischen den Spieljahren 1924/25 und 1945/46 insgesamt 15 Saisonen in der zweithöchsten Spielklasse spielte.

## Geschichte
Nachdem bereits vor dem Ersten Weltkrieg ein gleichnamiger Verein bestanden hatte, erfolgte die Gründung des neuen SC Weiße Elf durch sportbegeisterte Jugendliche im Juli 1919 in Meidling. Der Verein wurde in die unterste Klasse, die so genannte Schutzgruppe, eingereiht und nach zwei Meistertiteln spielte er bereits 1922 in der dritthöchsten Spielklasse. Hier erreichte die Mannschaft zweimal in Folge den zweiten Platz und scheiterte somit nur knapp am weiteren Aufstieg. Unter den Spielern, welche in der Frühzeit des Vereins tätig waren, befanden sich unter anderem der spätere Nationalspieler Franz Jellinek und der künftige internationale Schiedsrichter Hans Frankenstein, welcher nach Ende seiner Spielerkarriere auch als Trainer und Sektionsleiter der Weißen Elf agierte.
1924 wurde in Wien der Berufsfußball eingeführt, und die Vereinsverantwortlichen entschieden, an der Profimeisterschaft teilzunehmen. Der Klub wurde in die zweite Spielklasse eingeteilt und konnte dort in seiner ersten Saison einen Mittelfeldplatz belegen. Im Cupbewerb erreichte man das Viertelfinale, wo es eine 0:4-Niederlage gegen den SK Admira Wien setzte. In den Folgejahren konnten sich die Weißen Elf in der zweiten Klasse etablieren und erreichten 1927/28 und 1928/29 jeweils den dritten Platz, konnten jedoch in den Kampf um den Aufstieg nicht ernsthaft eingreifen. Der mittlerweile nach Mariahilf übersiedelte Verein verfügte über keine eigene Spielstätte und musste die Heimspiele als Gast auf fremden Plätzen wie jenen des SC Neubau oder des FC Nicholson bestreiten.
In der Saison 1931/32 konnten die Weißen Elf den Herbstmeistertitel erreichten, ein Rückfall im Frühjahr verhinderte jedoch das Erreichen des Aufstiegsziels. 1932 gelang es dem Verein, den alten Wackerplatz zu erwerben und damit erstmals über eine eigene Heimstätte zu verfügen. Die folgende Saison beendete man allerdings auf einem Abstiegsplatz und musste nach neun Jahren Zugehörigkeit zur zweiten Spielklasse in den Amateurfußball absteigen. Nachdem man den Wackerplatz aus Kostengründen nach zwei Jahren wieder aufgegeben hatte, gelang 1935 die Rückkehr in die zweite Klasse, wo man sofort um den Aufstieg mitkämpfte und sich schließlich nur dem Post SV Wien geschlagen geben musste. 
Im August 1936 fusionierten die Weißen Elf mit dem SC Schwarz-Weiß Wien, welcher über einen eigenen Sportplatz in Penzing verfügte. Zwei weitere Jahre konnte die Mannschaft in der zweiten Spielstufe verbringen, ehe 1937/38 wieder der Abstieg in die Drittklassigkeit folgte. Während der Jahre des Zweiten Weltkriegs blieben die nunmehrigen Penzinger zunächst in der dritten Spielstufe, ehe sie 1943 wieder in die zweite Leistungsstufe eingereiht wurden.
Diesen Status hatten die Weißen Elf auch, als nach Kriegsende der Spielbetrieb in Wien wieder aufgenommen wurde. Doch die erste Nachkriegssaison 1945/46 endete für die Mannschaft mit dem vorletzten Platz und dem Abstieg. Nachdem der Verein in den nächsten Jahren dritt- und viertklassig gespielt hatte, folgte ab Mitte der 1950er Jahre der Absturz in die unteren Ligen des Wiener Amateurfußballs, wo man die nächsten Jahrzehnte verbrachte. In den 1970er Jahren verlor den Verein auf Grund eines Bauprojektes seinen langjährigen Sportplatz in Penzing und trug seine Heimspiele danach auf dem ASKÖ-16-Platz in Ottakring aus. 1980 kam es zur Fusion mit dem ortsansässigen WAT 16, und der Fusionsverein spielte in den folgenden Jahren unter dem Namen WAT 16-Weiße Elf, ehe die Beifügung Ende der 1980er Jahre eliminiert wurde und der traditionsreiche Name der Weißen Elf aus dem Wiener Fußball verschwand.

## Erfolge
- 15 × Zweitligateilnahme: 1924–33; 1935–38; 1943–1946 (2. Platz 1936)
- ÖFB-Cup: Viertelfinale 1925

## Bekannte Spieler
- Karl Bortoli
- Karl Decker
- Hans Frankenstein
- Johann Hoffmann
- Franz Jellinek
- Emil Regnard